# キャリア・デベロップメント・アドバイザー
キャリア・デベロップメント・アドバイザー（略称CDA）は特定非営利活動法人日本キャリア開発協会(JCDA)が運営する認定資格である。

## 特徴
- 厚生労働省キャリア形成促進助成金（職業能力評価推進給付金）対象キャリア・コンサルタント能力評価試験の1つに指定されている。
- CDAのプログラムは全米キャリア開発協会(NCDA)のCDFのカリキュラムを基にして作成されている。
- 取得者は2010年末時点で約9,300名。
- CDAの資格を受験するに当たり、指定された教育機関で養成講座を受講し終了する必要がある。
- 2007年にカリキュラムの改訂があり、その後実施ごとに合格率が低くなっている。

## 受験資格

### 1次試験
以下の2点に該当する者
- 短期大学・専門学校卒業以上+3年以上の職業経験または5年以上の職業経験
- CDA養成講座修了者または協会がCDAカリキュラム修了相当と認めた者

### 2次試験
1次試験合格者(合格発表日から2年以内、ただし第19回以前の1次合格者は5年以内)

## 出題形式

### 1次試験(筆記)
90分の筆記試験で四肢択一式50問、記述式2問、論述式1問(400字～800字程度)で行われる。

### 2次試験(実技)
10分の[ロールプレイング]とその後[口頭試問]を行う。

## 資格取得後に活かせる職場
- 人材紹介会社
- 人材派遣会社
- ヘッドハンティング会社
- ハローワーク
- 企業内人事
- ジョブカフェ
- 大学

など